# Monhof
Monhof war ein Gehöft im Stadtteil Ohligs der bergischen Großstadt Solingen. Es wurde im Jahre 1961 abgerissen. Auf dem westlich gelegenen Monhofer Feld entstand das heutige Industriegebiet Monhofer Feld. 

## Lage und Beschreibung
Der Ort des einstigen Gehöfts ist heute eine bewaldete Wüstung zwischen dem westlich gelegenen Industriegebiet Monhofer Feld (dort nördlich des Umspannwerks), der östlich gelegenen ehemaligen Werkssiedlung der Firma Kronprinz am Rudolf-Kronenberg-Weg und südlich des Baverter Bachs. Das Industriegebiet befindet sich an einer Straße mit dem Namen Monhofer Feld, die vom Hofgerichtsweg abzweigt. Südlich verläuft die nach dem Ort benannte Monhofer Straße, daneben befinden sich die Betriebsgelände von Accuride Wheels (ehemals Kronprinz) und der Stiehlsteich. 
Benachbarte Orte sind bzw. waren (von Nord nach West): Garzenhaus, Bavert, Häuschen, Weyer, Bech, Engelsberg, Schleifersberg, Schnittert, Maubes, Wilzhaus, Caspersbroich sowie Müllersberg auf heutigem Haaner Stadtgebiet.

## Etymologie
Der Ortsname ist von dem Wort Nonnenhof abgeleitet. Der Hof, dessen Ursprünge mindestens im 17. Jahrhundert liegen, gehörte ursprünglich oder fiel zu einem späteren Zeitpunkt an das Kloster Gräfrath, er war also ein Klosterhof, was den Ortsnamen erklären kann.

## Geschichte

### Gutshof
Der Hof lässt sich bis in das 17. Jahrhundert zurückverfolgen. Es werden in verschiedenen Quellen unter anderem die Jahre 1654, 1668, 1683/1684 als erste urkundliche Erwähnung genannt. Im Jahre 1715 ist der Ort in der Karte Topographia Ducatus Montani, Blatt Amt Solingen, von Erich Philipp Ploennies mit einer Hofstelle verzeichnet und als Nunhof benannt. Der Ort gehörte zur Honschaft Schnittert innerhalb des Amtes Solingen. Die Topographische Aufnahme der Rheinlande von 1824 verzeichnet den Ort als Minhof und die Preußische Uraufnahme von 1844 als Monhof. In der Topographischen Karte des Regierungsbezirks Düsseldorf von 1871 ist der Ort erneut als Minhof verzeichnet. Ab der Preußischen Neuaufnahme von 1893 erscheint er wieder durchgängig als Monhof.
Nach der Säkularisation im Jahre 1803 fiel der Monhof an den Staat, der das Gut im Jahre 1818 wieder verkaufen wollte. Nach Gründung der Mairien und späteren Bürgermeistereien Anfang des 19. Jahrhunderts gehörte Monhof zur Bürgermeisterei Merscheid, die 1856 zur Stadt erhoben und im Jahre 1891 in Ohligs umbenannt wurde.
1815/16 lebten zwölf, im Jahr 1830 69 Menschen im als Hof bezeichneten Wohnplatz Minhof. 1832 war der Ort weiterhin Teil der Honschaft Scnittert innerhalb der Bürgermeisterei Merscheid, dort lag er in der Flur IV. Bavert. Der nach der Statistik und Topographie des Regierungsbezirks Düsseldorf als Landgut kategorisierte Ort besaß zu dieser Zeit ein Wohnhaus und drei landwirtschaftliche Gebäude mit zehn Einwohnern, allesamt katholischen Bekenntnisses. Die Gemeinde- und Gutbezirksstatistik der Rheinprovinz führt den Ort 1871 als Ackergut mit zwei Wohnhäusern und 15 Einwohnern auf. Im Gemeindelexikon für die Provinz Rheinland von 1888 wird ein Wohnhaus mit neun Einwohnern angegeben. 1895 besitzt der Ortsteil ein Wohnhaus mit zehn Einwohnern.
Das Gut wurde bis zu Anfang des 20. Jahrhunderts von verschiedenen Pächtern bewirtschaftet, bevor es die Firma Kronprinz um das Jahr 1912 von der Stadt Ohligs erwarb und einen eigenen Pächter einsetzte. Mit der Städtevereinigung zu Groß-Solingen im Jahre 1929 wurde Monhof ein Ortsteil Solingens. Die Firma Kronprinz, die bereits 1897 gegründet wurde und auf ihrem Betriebsgelände an der Weyerstraße südlich von Monhof zunächst Fahrradteile und dann Autoräder herstellte, entwickelte sich im 20. Jahrhundert zu einem der größten Industriebetriebe im Solinger Raum, der neben PKW- und LKW-Rädern und -Felgen auch Stahlrohre produzierte. Nach dem Zweiten Weltkrieg errichtete die Firma Kronprinz nahe dem Gutshof eine 35 Neubauten umfassende Arbeitersiedlung am Rudolf-Kronenberg-Weg, der nach einem der beiden Kronprinz-Gründer benannt wurde. Der Gutshof wurde schließlich um 1961 abgerissen, das Gelände fiel wüst. Die Ortsbezeichnung Monhof ist allerdings bis heute an der Stelle des einstigen Gutes im Solinger Stadtplan verzeichnet, die Verbindungsstraße zwischen Weyerstraße und dem späteren Industriegebiet trägt die Bezeichnung Monhofer Straße.

### Industriegebiet Monhofer Feld
Durch den vorhandenen Gleisanschluss an die Bahnstrecke Haan-Gruiten–Köln-Deutz gerieten die Flächen am westlich des einstigen Gutes gelegenen Monhofer Feld in das Blickfeld der Stadt Solingen, die dort ein Industriegebiet entwickeln wollte. Die Erschließungsarbeiten des rund 10 Hektar großen Geländes begannen Anfang der 2000er Jahre. Der erste Neubau am Monhofer Feld war das Logistikzentrum der Langenfelder Firma Strauss Innovation, das am 30. September 2005 eingeweiht wurde. Der Wendehammer vor dem Gebäude erhielt 2005 den Namen Straussplatz, die Erschließungsstraße den Namen Monhofer Feld. Weitere Neubauten entstanden in den Folgejahren, unter anderem  die Unternehmen Aricon (Kunststoffprodukte), Gebrüder Niegeloh (Maniküreinstrumente) sowie zuletzt 2019 Amefa (Bestecke).
Nach der Insolvenz der Firma Strauss Innovation wurde das Logistikzentrum der Warenhauskette im Jahre 2016 aufgegeben. Den Standort übernahm die Rhenus Logistikgruppe, die dort ebenfalls ein Logistikzentrum betreibt. Weitere freie Flächen am Monhofer Feld wurden bis 2022 unter anderem durch das Unternehmen Breuer & Schmitz aus Wald bebaut, darunter auch die Freifläche an der Monhofer Straße neben dem Unternehmen Accuride, auf der sich während der Europäischen Flüchtlingskrise zeitweise ein Flüchtlingsdorf befunden hat. Ferner sollen nach den Wünschen der Stadt Solingen die beiden Gewerbebetriebe auf der Ostseite des Solinger Hauptbahnhofes, ein Entsorgungsunternehmen und eine Spedition, in das Monhofer Feld umziehen, damit das Gebiet rund um die Suppenheide als sogenanntes Hansa-Quartier für Dienstleistungsunternehmen entwickelt werden kann.